# Phorocera normalis
Phorocera normalis är en tvåvingeart som beskrevs av Chao 1964. Phorocera normalis ingår i släktet Phorocera och familjen parasitflugor. Inga underarter finns listade i Catalogue of Life.